# Barbara Clausen
Barbara Clausen (* 1970 in Österreich) ist eine österreichische Kuratorin, Kunsthistorikerin, Rektorin der Städelschule sowie Direktorin der Ausstellungshalle Portikus in Frankfurt am Main. Sie ist Professorin für Curatorial Studies an der Städelschule und für Zeitgenössische Kunst und Performance an der Université du Québec in Montréal.

## Werdegang
Nach ihrer Tätigkeit als Associate Curator für die Dia Art Foundation in New York (in der Zeit von 1997 bis 2000) wechselte Clausen im Jahr 2002 in die Archiv- und Pressekoordination der documenta11 in Kassel. Parallel zu darauffolgenden Lehraufträgen, die sie zwischen 2005 und 2010 an der Universität für angewandte Kunst Wien, der Akademie der bildenden Künste Wien, der Royal Danish Academy of Fine Arts, Kopenhagen und der Cooper Union for the Advancement of Science and Art, New York, wahrnahm, war sie zwischen 2005 und 2011 Gastkuratorin am Museum moderner Kunst Stiftung Ludwig Wien, mumok.
Barbara Clausen promovierte im Jahr 2010 über die Performancekünstlerin Babette Mangolte am Institut für Kunstgeschichte der Universität Wien. 2023 bekleidete sie die Chillida-Gastprofessur am Kunstgeschichtlichen Institut der Goethe-Universität Frankfurt am Main.
Von 2020 bis 2024 war sie Vizedekanin für Research and Creation an der künstlerischen Fakultät der Université du Québec in Montréal (UQAM), Kanada, wo sie seit 2011 als Professorin für zeitgenössische Kunst und Performance am Fachbereich Kunstgeschichte tätig ist. Seit Oktober 2024 ist Barbara Clausen Rektorin der Städelschule in Frankfurt a. M.
Schwerpunkte ihrer wissenschaftlichen und kuratorischen Arbeit sind die Geschichte und die Institutionalisierung performativer Kunstpraktiken sowie der Diskurs um die Politik des Körpers in der Ausstellungs- und der Archivpraxis.

## Projekte (Auswahl)
- An Annotated Bibliography in Real Time: Performance Art in Quebec and Canada – ein akademisches Forschungsprojekt zu Schriften, Publikationen und Druckerzeugnissen zur Performance-Kunst in Quebec und Kanada seit Beginn des 20. Jahrhunderts bis heute.[7]
- The Joan Jonas Knowledge Base – ein digitales Open-Access-Archiv, das Clausen 2017 bis 2021 als Kuratorische Leiterin mit der Artist Archives Initiative an der New York University und in Zusammenarbeit mit Museen in Europa, Nordamerika und Asien entwickelte[8]
- Joan Jonas: From Away und Affinities: a series of performances, screenings, and conversations, DHC/ART Phi Foundation and Centre Phi, Montréal, mit taisha paggett, Tanya Lukin Linklater, Simone Forti, Rosa Barba. April – September 2016[8]
- STAGE SET STAGE: On Identity and Institutionalism, Gruppenausstellung in der SBC Gallery for contemporary art, Montréal, mit Dorit Margreiter Choy, Sharon Hayes, Andrea Geyer, Tanja Hupfield, Jacob Wren, Pablo Ocampo, Oliver Husein und Adam Kinner. November 2013 – März 2014[9]
- Kuratierung der Ausstellungsreihen Push and Pull I & II (2010–2012), Wieder and Wider/Again and Against: Performance Appropriated (2006) und After the Act: Die (Re)Präsentation der Performancekunst/The (Re)Presentation of Performance Art (2005), die Clausen mit dem Museum moderner Kunst Stiftung Ludwig Wien, mumok (Achim Hochdörfer) dem tanzquartier Wien (Sigrid Gareis, Sandra Noeth) und der TATE Modern (Catherine Wood) in London entwickelte.[10]
- Teilnahme am Alumni Curatorial Training Programme, De Appel in Amsterdam, 2001[11]

## Publikationen (Auswahl)
- Babette Mangolte. Performance zwischen Aktion und Betrachtung. Edition Metzel, München 2023, ISBN 978-3-88960-235-0.
- Joan Jonas: Next Move in a Mirror World. mit Texten von Barbara Clausen, Kristin Poor und Kelly Kivland, u. a. Dia Art Foundation, New York 2023, ISBN 978-0-944521-97-7 (englisch).
- Seeing the World Through a Double Lens. In: Joan Simon (Hrsg.): In The Shadow A Shadow: The Work of Joan Jonas. Cologne / Milan / New York 2015, ISBN 978-3-7757-3961-0 (englisch).
- Performing the Archive and Exhibiting the Ephemeral. In: Gabriella Giannachi, Johan Westerman (Hrsg.): A History of Performance Documentation. London 2017, ISBN 978-1-138-18414-5 (englisch).
- Barbara Clausen (Hrsg.): After the Act: Die (Re)Präsentation der Performancekunst. mit Beiträgen von Phil Auslander, Sam Gold, Joan Jonas, Babette Mangolte, Michi Pöschl, u. a. Museum Moderner Kunst Stiftung Ludwig, Wien 2006, ISBN 978-3-902490-21-6.